# Moa Tschöp
Jenny Moa Malin Tschöp, född 28 januari 1992 i Stockholm, är en svensk innebandyspelare. Tschöp var  med och vann guld för Sverige vid världsmästerskapet 2013 i Tjeckien och har sedan spelat i alla VM. Tschöp  spelar för FBC Kalmarsund i SSL och har tidigare spelat för Balrog, Djurgården, Mora samt Täby FC IBK och vunnit SM-guld med alla fyra lag. Hon har flera gånger fått utmärkelse som Årets bästa innebandyspelare. Moa Tschöp har Hässelby SK Innebandy (Hawks) som moderförening. 